# 奥尔齐诺维
奥尔齐诺维（義大利語：Orzinuovi）是意大利布雷西亚省的一个市镇。总面积48平方公里，人口12372人，人口密度257.8人/平方公里（2009年）。国家统计（ISTAT）代码为017125。